# Tsåkaure
Tsåkaure är en sjö i Arjeplogs kommun i Lappland som ingår i Umeälvens huvudavrinningsområde. Sjön har en area på 0,264 kvadratkilometer och ligger 726,1 meter över havet. Tsåkaure ligger i Tjålmejaure Natura 2000-område. Sjön avvattnas av vattendraget Tsåkaurjåkkå.  Vandringsleden Kungsleden passerar sjön.

## Delavrinningsområde
Tsåkaure ingår i delavrinningsområde (734106-152739) som SMHI kallar för Mynnar i Dellikälven. Medelhöjden är 800 meter över havet och ytan är 8,81 kvadratkilometer. Räknas de 3 avrinningsområdena uppströms in blir den ackumulerade arean 39,29 kvadratkilometer. Tsåkaurjåkkå som avvattnar avrinningsområdet har biflödesordning 5, vilket innebär att vattnet flödar genom totalt 5 vattendrag innan det når havet efter 440 kilometer. Avrinningsområdet består mestadels av kalfjäll (90 procent). Avrinningsområdet har 0,69 kvadratkilometer vattenytor vilket ger det en sjöprocent på 7,8 procent.